# Tiếng Dakhini
Tiếng Dakhini hoặc Dakkhani (cũng viết là Dakkani (دکنی), Dakhni và Deccani), là một ngôn ngữ Ấn-Arya được nói ở miền nam Ấn Độ. Nó phát sinh như một ngôn ngữ của sultanat Deccan 1300 TCN theo cách tương tự như tiếng Urdu. Nó chịu ảnh hưởng từ tiếng Ả Rập và tiếng Ba Tư với một nền tảng Prakrit; song hơi khác trường hợp tiếng Urdu vì nó cũng chịu ảnh hưởng mạnh mẽ từ tiếng Marathi, tiếng Telugu và tiếng Kannada được nói ở các bang Maharashtra, Telangana, Andhra Pradesh, Karnataka và một số người Hồi giáo ở Tamil Nadu. Tuy có một di sản văn học phong phú và rộng lớn nhưng ngày nay nó chỉ được nói ở Deccan. Tiếng Dakhini là ngôn ngữ bản địa của người Hồi giáo Dakhini.

## Tổng quan
Tiếng Dakhini được nói ở vùng Deccan của Ấn Độ. Vào đầu thế kỷ 14, tiếng Bắc Ấn Độ được nói ở Delhi và khu vực lân cận, sau đó được gọi là Hindavi hoặc Dehlavi, đi về phía nam cùng với các thống đốc Hồi giáo, binh lính và dân thường đến định cư ở Deccan. Nó phát triển mạnh mẽ ở đó, không chỉ là ngôn ngữ nói mà còn là ngôn ngữ văn học cho đến cuối thế kỷ 17. Nó được người miền Bắc gọi là Dakhini mặc dù không có sự khác biệt lớn so với ngôn ngữ ở Bắc Ấn ngoại trừ những ảnh hưởng và vay mượn từ các thổ ngữ ở địa phương.
Là một ngôn ngữ văn học, tiếng Dakhini dùng chữ Ba Tư-Ả Rập để viết. Sau cuộc chinh phạt Deccan của Aurangzeb, người miền Bắc đã tiếp xúc với tiếng Dakhini và thực hành cách viết bằng chữ viết Ả Rập, cuối cùng trở thành thông lệ tiêu chuẩn cho tiếng Urdu trên khắp tiểu lục địa Ấn Độ.
Tiếng Dakhini là lingua franca của người Hồi giáo Deccan, chủ yếu sống ở bang Hyderabad (bao gồm các vùng được Nizams nhượng lại cho người Anh) và bang Mysore. Tiếng Dakhini chủ yếu được nói bởi những người Hồi giáo bản địa sống ở những khu vực này, có thể được chia thành hai nhánh: Bắc Dakhini và Nam Dakhini. 

Tiếng Dakhine trong Cây ngôn ngữ Ấn-Âu, được đại diện dưới tiếng Urdu, và là một ngôn ngữ Hindustan.

## Di sản
Tiếng Dakhini có rất nhiều từ mượn phát triển của tiếng Thổ Nhĩ Kỳ, do thực tế tổ tiên của người dân là gốc Mamluk, mặc dù phần lớn dân Dakhini ở Karnataka có trên 90% gen Ấn Độ. Nó tương tự như tiếng Urdu văn học với những ảnh hưởng từ tiếng Ả Rập và tiếng Ba Tư với một nền tảng Prakrit, nhưng khác biệt bởi vì ảnh hưởng mạnh mẽ của tiếng Marathi, tiếng Telugu và tiếng Kannada được nói ở các bang Maharashtra, Telangana, Andhra Pradesh, Karnataka và Tamil Nadu. Ngôn ngữ này thường bị nhầm lẫn là một phương ngữ của tiếng Urdu. Nó có một di sản văn học phong phú và rộng lớn, quan trọng nhất là Kitab-E-Navras - được tôn sùng vì sự siêu việt của nó ngoài chủ nghĩa thế tục và Kadam Rao Padam Rao.

## Phân loại
Tiếng Dakhini là một phần của nhóm ngôn ngữ Ấn-Arya của các ngôn ngữ Ấn-Âu. Tiếng Dakhini đã khiến các nhà ngôn ngữ học phải bối rối trong nhiều năm và phân loại cụ thể của nó là một chủ đề khó, nó có thể là hậu duệ trực tiếp, hoặc ngôn ngữ chị em của tiếng Urdu, hoặc là dạng Ba Tư hoá của tiếng Marathi. Nó cũng được tuyên bố là ngôn ngữ quốc gia của Nhà nước cũ không còn tồn tại.

## Phân bố địa lý
Hầu hết những người nói tiếng Dakhini sống ở khu vực được gọi là Deccan của Ấn Độ. Họ cư trú trong các khu vực bao gồm các vương quốc Hồi giáo trước đây ở Cao nguyên Deccan các phần của các bang Telangana, Andhra Pradesh, Goa, Karnataka, Maharashtra, Tamil Nadu. Ở Tamil Nadu, rất ít người Hồi giáo nói các phương ngữ Deccan Tamil hoá như ngôn ngữ chính (mặc dù tất cả đều thông thạo tiếng Tamil). Họ có thể được gọi chung là người Hồi giáo Dakhini, bao gồm các nhóm nhỏ như người Hồi giáo Hyderabadi. Ở Tamil Nadu, những người nói tiếng Urdu là một tập hợp con của cộng đồng Hồi giáo Tamil.

### Phương ngữ
Khác với miền Bắc, bao gồm cả Hyderabadi và miền Nam, các phương ngữ của Dakhini bao gồm Savji bhasha tức là ngôn ngữ của cộng đồng Savji ở vùng Hubli, Dharwad, Gadag, Bijapur, Belgaum.

## Ngành công nghiệp điện ảnh Deccan
Ngành công nghiệp điện ảnh Deccan có trụ sở tại thành phố Hyderabad, Ấn Độ và các bộ phim của nó được sản xuất bằng Urdu Hyderabadi, một phương ngữ của tiếng Deccan.